# ActarBirkhäuser
ActarBirkhäuser va ser la primera editorial de llibres d'arquitectura del món. El grup incloïa dues marques editorials: d'una banda, Editorial ACTAR, amb seu a Barcelona i Nova York, és una prestigiosa editorial de llibres d'arquitectura, disseny gràfic i art contemporani; d'altra banda, Birkhäuser, que fou comprada per la primera en 2009, amb seus a Basilea i Berlín, és l'editorial més antiga d'Europa d'arquitectura i disseny i una reconeguda marca en tot el món.